# Жилино (Болгарія)
Жи́лино (болг. Жилино) — село в Шуменській області Болгарії. Входить до складу общини Новий Пазар.

## Населення
За даними перепису населення 2011 року у селі проживали 157 осіб.
Національний склад населення села:
| Національність   | Кількість осіб | Відсоток |
| ---------------- | -------------- | -------- |
| цигани           | 94             | 59,9%    |
| болгари          | 37             | 23,6%    |
| турки            | 24             | 15,3%    |
| Всього відповіли | 157            |          |

Розподіл населення за віком у 2011 році:
Динаміка населення: